# Naval Ocean Surveillance System
Naval Ocean Surveillance System (NOSS) ou White Cloud ou Parcae est une famille de satellite d'écoute électronique militaires américains chargés de déterminer la position et les mouvements des flottes militaires adverses grâce au recours à l'écoute des signaux radio émis par leurs systèmes de télécommunications ou leurs radars.
Développés par le Laboratoire de recherche de la marine de guerre américaine (NRL) pour le compte de celle-ci, ils prennent la suite de la famille des satellites Poppy. Les premiers satellites NOSS commencent leur vie opérationnelle en 1976. La troisième génération a commencé à être déployée en orbite en 2001 et constitue en 2021 la série opérationnelle.
Les satellites NOSS circulent sur une orbite basse circulaire (1100 km) avec une faible inclinaison orbitale (environ 63°). Ils sont regroupés par grappes de trois (deux premières générations) ou de deux satellites (troisième génération) permettant ainsi de localiser les navires sources des émissions radio par triangulation.

## Historique

### Les premiers satellites ELINT: les GRAB et Poppy
À la fin des années 1950 le Laboratoire de recherche de la marine de guerre américaine (NRL)   est chargé de développer le premier satellite artificiel américain dans le cadre du programme Vanguard. Le programme connait de nombreux échecs mais il permet à la marine américaine d'acquérir la maitrise de la conception des satellites. Dans le contexte de la guerre froide qui oppose Américains et Soviétiques les militaires américains cherchent à exploiter l'accès à l'espace qui vient de s'ouvrir à des fins militaires. Le NRL propose de placer en orbite basse (900 km) un satellite équipé du système de détection radar utilisé sur ses navires : celui-ci en survolant le territoire soviétique détectera les radars et renverra les informations collectées à des stations au sol. Le premier satellite de ce programme Galactic Radiation and Background (GRAB) 1 ou Dyno 1 est lancé le 22 juin 1960 et fournit les résultats attendus au cours des trois mois qui suivent. En 1962 tous les programmes de satellite de reconnaissance américains sont réorganisés et incorporés dans un programme commun de la NRO : le National Reconnaissance Program (NRP). Sur le plan organisationnel les satellites chargés de détecter les radars font désormais partie du program C de la NRO. Les satellites de ce type prennent désormais le nom de code de Poppy. Sept lancements de satellites Poppy ont lieu entre 1962 et 1971. La National Security Agency (NSA) était chargée de recevoir, analyser et diffuser les données fournies par les satellites. 24 de ces petits satellites (entre 25  et   130 kg) ont été lancés en grappe par des fusées Thor Agena.

### Développement des satellites NOSS
La NRL décide de concevoir une famille de satellites d'écoute électronique prenant le relais des Poppy mais plus particulièrement chargée de déterminer la position et le déplacement de vaisseaux militaires soviétiques grâce à leurs émissions radio et radar. L'existence de ce programme est maintenue secrète car il s'agit du principal système utilisé par la marine de guerre américaine pour désigner une cible navale à ses missiles mer-mer ayant une portée trans-horizon. Ces nouveaux satellites sont connus sous l'appellation NOSS (Naval Ocean Surveillance Satellites). Les appellations officielles sont White Cloud (nuage blanc en anglais) ou Parcae (Les Parques en latin).

## Caractéristiques
Le système de détection des NOSS repose sur la technique de la  multilatération : les récepteurs radio/radars des satellites mesurent par paire la différence de temps d'arrivée (TDOA) des signaux émis par un navire.

### Première génération NOSS-1 (1976-1987)
La première génération des satellites NOSS est développée par le Laboratoire de Recherche Naval (NRL) en s'appuyant sur les générations de satellites d'écoute électronique précédentes : Grab (1960-1962) et Poppy (1962-1971). À chaque lancement réalisé par une fusée Atlas (de type F, E ou H) un égreneur (dispenser en anglais) et trois sous-satellites sont placés en orbite. L'égreneur est chargé grâce à son moteur à propergol solide de placer les trois sous-satellites sur leur orbite opérationnelle : 1 050 km × 1 150 km avec une inclinaison de 63°. Pour pouvoir effectuer le repérage des navires les trois satellites maintiennent une formation en triangle avec une distance  comprise entre 30  et   240 km. Chaque satellite comporte sur une de ses faces une série d'antennes destinées à collecter les signaux émis par les navires qui sont maintenues constamment tournées vers la Terre. L'orientation du satellite est maintenue par gradient de gravité pointée en direction de la Terre grâce à une bôme longue de 10  à   15 mètres. Huit grappes de 3 satellites ont été lancés entre 1976 et 1987.

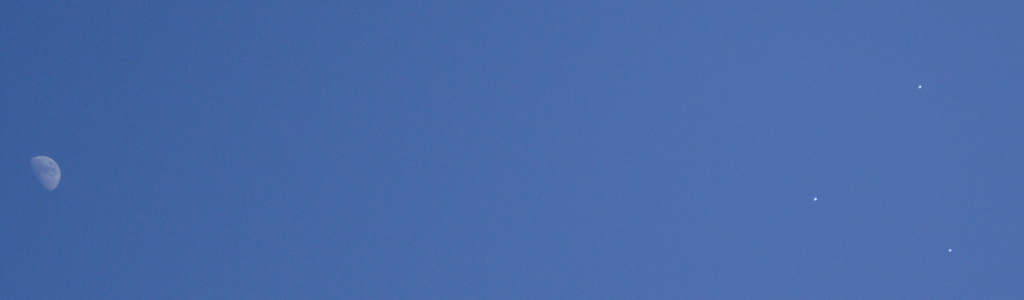
Une formation triangulaire typique des satellites NOSS photographiée à proximité de la Lune.

### Seconde génération NOSS-2 (1990-1996)
La seconde génération des satellites NOSS, dont le premier lancement a lieu en 1990, reprend la configuration de la génération précédente. Les satellites sont lancés par grappe de trois avec un égreneur baptisé TLD (Titan Launch Dispenser) qui est chargé de les positionner sur leur orbite opérationnelle (1 100 km × 1 100 km, inclinaison 63.4°) et adoptent une configuration en triangle. Toutefois les satellites sont beaucoup plus lourds et ils doivent être lancés par une fusée de type Titan-4. L'égreneur joue un second rôle : après avoir éjecté les satellites NOSS, il se place sur une orbite elliptique  (1 100 km × 9 000 km, inclinaison 64.3°) : sur cette orbite un module de télécommunications dédié, baptisé Satellite Launch Dispenser Communications System ou SLDCOM, est utilisé pour les télécommunications militaires tactiques. Quatre lancements de grappes NOSS-2 ont lieu entre 1990 et 1996 (un échec en 1993),.

### Troisième génération NOSS-3 (2001-)
La troisième génération est déployée à partir de 2001. Contrairement aux générations précédentes les satellites sont lancés et fonctionnent par paire ; ils ne comportent pas d'égreneur. La masse cumulée des deux satellites est de 6 500 kg. L'orbite suivie est identique : 1 100 × 1 100 km avec une inclinaison de 64°. Les lanceurs utilisés sont initialement des Atlas II/Atlas III puis des Atlas V. Huit paires de satellites ont été lancées entre 2001 et 2017 et un nouveau lancement est programmé vers 2021.